# Pernille Pettersson Carmohn
Pernille Petersson Carmohn (født 28. april 1973, død 17. oktober 2023 på
Hillerød Hospital) var en dansk sangerinde. Som 17-årig deltog hun ved det danske Melodi Grand Prix 1991 med sangen "Casino", skrevet af Ivar Lind Greiner og Keld Heick, der sluttede på en femteplads i konkurrencen. Siden havde hun en del roller i danske musicals og underviste endvidere i sang og sangteknik. Herudover var hun fast skuespiller på Bakkens Korsbæk, hvor hun blandt andet spillede rollen som Maude Varnæs.

## Udvalgte optrædener
- Atlantis, Østre Gasværk Teater (Adalena)
- Miss Saigon, Østre Gasværk Teater (Kim)
- Mamma Mia!, Tivoli

## Ekstern henvisning
- Pernille Pettersson Carmohn på Internet Movie Database (engelsk)
- Pernille Pettersson Carmohn på Filmdatabasen
- Pernille Pettersson Carmohn på danskefilm.dk
- Pernille Pettersson Carmohn på danskefilmstemmer.dk
- Vocalhouse Copenhagen Arkiveret 20. februar 2011 hos  Wayback Machine